# Amietophrynus blanfordii
Amietophrynus blanfordii är en groddjursart som först beskrevs av George Albert Boulenger 1882.  Amietophrynus blanfordii ingår i släktet Amietophrynus och familjen paddor. IUCN kategoriserar arten globalt som livskraftig. Inga underarter finns listade i Catalogue of Life.